# Jakov Aleksejevič Potjomkin
Jakov Aleksejevič Potjomkin (rusko Яков Алексеевич Потёмкин), ruski general, * 1781, † 1831.
Bil je eden izmed pomembnejših generalov, ki so se borili med Napoleonovo invazijo na Rusijo; posledično je bil njegov portret dodan v Vojaško galerijo Zimskega dvorca.

## Življenje
Sin generalmajorja Alekseja Potjomkina je leta 1794 vstopil v vojaško šolo, nato pa je bil premeščen v paški korpus; leta 1797 je postal višji paž. 
19. maja 1799 je kot poročnik vstopil v konjeniški polk, v katerem je 31. marca 1805 prejel čin polkovnika in sodeloval v kampanjah leta 1805 in 1807 ter v vojni s Švedi (1808-09). 
23. novembra 1809 je postal poveljnik 2. lovskega polka, nato pa je bil že 26. januarja 1810 odpuščen iz vojaške službe. 17. januarja 1811 je bil ponovno sprejet v vojaško službo in sicer kot poveljnik 48. lovskega polka ter istočasno še 3. brigade 17. pehotne divizije.
31. oktobra 1812 je bil povišan v generalmajorja in 16. decembra istega leta je postal poveljnik Semjonovskega polka. Za zasluge v več bitkah je bil 2. aprila 1814 povišan v generaladjutanta in 22. julija 1819 je postal poveljnik 2. gardne pehotne divizije; predhodno je poveljeval 1. brigadi 1. gardne pehotne divizije. 
11. maja 1821 je postal poveljnik 4. pehotne divizije, kateri je poveljeval do 2. oktobra 1827. V generalporočnika je bil povišan 22. decembra 1824. 
Pozneje se je udeležil rusko-turške vojne na Donavi in Kavkazu. Leta 1830 je postal začasni generalni guverner Podolskih Volgaških provinc. 